# Privegherea de toată noaptea
Privegherea de toată noaptea (în grecește: agrypnia, "fără somn"; în slavonă: vsenoshnoe bdenie) este o combinație din mai multe slujbe a cărei structură diferă foarte mult în funcție de tradiția locală și regională. În tradiția bizantină, această slujbă durează toată noaptea fiind formată din întreg ciclul liturgic, culminând cu Sfânta Liturghie. În tradiția slavă, ține mai puțin și conține, de obicei, Vecernia (sau Pavecernița Mare), Utrenia și Ceasul Întâi, fiins slujba regulată de sâmbătă seara. Atunci când se slujește Privegherea, unele porțiuni din slujbele constitutive sunt modificate.
Una din caracteristicile distinctive ale Privegherii este aceea că Vecernia Mică (diferită atât de Vecernia Mare și de cea Zilnică) se slujește la începutul serii (deși de obicei aceasta se slujește doar în catedrale și mănăstiri). Această practică își are originea în aceea că monahii slujeau această formă prescurtată a Vecerniei la ora canonică (apus), apoi luau masa și mai târziu începeau să slujească Privegherea de toată noaptea (ca conține versiunea completă a Vecerniei). În plus, includerea Litiei și Artoclaziei? are rolul de a-i întări și sprijini pe credincioși în timp ce participă la o slujbă care poate dura peste opt ore din noapte atunci când se ține în maniera tradițională.

## Tradiția bizantină
În tradiția bizantină, Privegherea de toată noaptea conține Vecernia Mare inclusiv Litia și Artoklasia, Utrenia, Ceasurile Întâi, al Trei-lea, al Șase-lea și se încheie cu  Sfânta Liturghie. Dacă Sfânta Liturghie se slujește imediat, se pot omite Ceasurile.
Din cauza lungimii ei, Privegherea de Toată Noaptea este rareori slujită în parohii, dar este slujită în alte locuri, în special în zilele de sărbătoare mare. Totuși, se slujește frecvent în mănăstiri, în special la zile de sărbătoare mare sau de hramul comunității.

## Tradiția rusă
În tradiția rusă, Privegherea de toată noaptea este slujba obișnuită de sâmbătă seara și constă, de obicei, din Vecernie, Utrenie și Ceasul Întâi—deși, cu anumite ocazii, conține și Pavecernița Mare în loc de Vecernie. În cadrul parohiilor Privegherea este slujită cu mai puțin zel decât în mănăstiri, dar structura este aceeași. Adesea, Vecernie conține și Litia, cu binecuvântarea pâinii—întotdeauna la sărbătorile mari.
Diferențele dintre practica slujirea riguroasă și cea mai relaxată a parohiilor constă în aceea că la nivelul parohiilor se folosesc unele prescurtări în timp ce în mănăstiri se cântă pe un ritm mai rar și cu unele citiri incluse. O practică mai puțin riguroasă constă în a opri Privegherea după Ceasul Întâi și apoi continuarea ei cu Ceasurile al Trei-lea și al Șase-lea în dimineața următoare, urmată imediat de Sfânta Liturghie. În slujirea corectă și riguroasă nu se face o astfel de pauză. 